# 큐뮬러스 네트웍스
큐뮬러스 네트웍스(Cumulus Networks)는 미국 마운틴뷰 (캘리포니아주)에 본사를 둔 컴퓨터 소프트웨어 회사였다. 이 회사는 대규모 데이터 센터, 클라우드 컴퓨팅, 엔터프라이즈 환경을 위한 업계 표준 네트워크 스위치용 리눅스 운영체제와 관리 소프트웨어를 설계 및 판매했다.
2020년 5월, 미국 반도체 제조업체 엔비디아는 큐뮬러스를 인수한다고 발표했다. 인수 후 이 회사는 멜라녹스와 함께 엔비디아의 네트워킹 사업부로 흡수되었다. 엔비디아는 여전히 큐뮬러스 리눅스를 제공한다.

## 배경
큐뮬러스 네트웍스는 JR 리버스와 놀런 리크가 2010년에 설립했다. 이 회사는 2012년에 첫 시드 투자를 유치했다. 큐뮬러스 네트웍스는 이전에 스텔스 모드로 운영되다가 2013년 6월에 공식적으로 출범했다. 이 회사는 앤드리슨 호로위츠, 배터리 벤처스, 세쿼이아 캐피털, 피터 바그너, 그리고 VM웨어의 원래 창립자 5명 중 4명으로부터 투자를 받았다.
2014년에 델은 델의 스위치에 큐뮬러스 리눅스 네트워크 OS 옵션을 제공하기 시작했다.
2015년에 휴렛 팩커드 엔터프라이즈(HPE)는 HPE 스위치에 큐뮬러스 리눅스 옵션을 제공하기 시작했다.
2016년, 멜라녹스는 자사의 스펙트럼 스위치에 큐뮬러스 리눅스를 제공하기 시작했다.
2018년에 레노버는 씽크시스템 랙스위치 라인 스위치에 큐뮬러스 리눅스를 제공하기 시작했다.
2019년 6월 20일, 이 회사는 공동 창립자이자 원래 CEO였으며 2016년 3월부터 CTO였던 JR 리버스의 퇴임을 발표했다. 회사 웹사이트에 따르면 리버스도 리크도 이사회에 남아있지 않다.
2020년 1월, 휴렛 팩커드는 HPE의 네트워크 스토리지 제품에 큐뮬러스의 리눅스 NetQ 소프트웨어를 포함하기 위해 큐뮬러스와 파트너십을 맺었다고 발표했다.
2020년 5월, 엔비디아 코퍼레이션은 미공개 금액으로 큐뮬러스 네트웍스를 인수할 계획을 발표했다.

## 제품

### 큐뮬러스 리눅스
큐뮬러스 리눅스는 베어메탈 스위치를 위한 오픈 소스 모델 기반 네트워크 운영체제였다. 이는 데비안 리눅스 배포판을 기반으로 했다.
2017년 가트너 보고서에서 큐뮬러스 네트웍스는 하드웨어 공급업체가 일반적으로 독점 운영 체제를 사전 설치하여 제공하던 시장에서 오픈 소스 모델 네트워킹 운영 체제를 개발함으로써 오픈 소스 모델 네트워킹의 선구자로 부각되었다. 가트너에 따르면, 큐뮬러스 네트웍스는 대규모 기업 네트워크에 큐뮬러스 리눅스 운영 체제를 탑재한 베어메탈 스위치를 배포하여 오픈 소스 네트워킹에 대한 공급업체 지원 부족을 극복했다. 2017년 포춘 50대 기업 중 32%가 데이터 센터에서 큐뮬러스 리눅스 운영 체제를 사용했다.

### NetQ
NetQ는 정기 작업 및 사후 진단 분석에 사용되는 네트워크 상태 검증 소프트웨어이다.

### 호스트 팩
호스트 팩에는 NetQ 및 FRRouting을 통해 호스트를 네트워크에 연결하는 소프트웨어가 포함되어 있다. 호스트 팩은 NetQ의 엔드투엔드 패브릭 검증을 통해 네트워크 가시성을 향상시키고, FRRouting의 오픈 소스 라우팅 프로토콜을 통해 네트워크 연결성을 돕는다. 이를 통해 호스트가 레이어 3 네트워크의 일부가 되면서 레이어 2 오버레이 네트워크를 지원할 수 있다.

## 오픈 소스 프로젝트

### 오픈 네트워크 설치 환경 (ONIE)
2012년 큐뮬러스는 오픈 네트워크 설치 환경(ONIE) 프로젝트를 시작했다. 오픈 컴퓨트 프로젝트(Open Compute Project)는 ONIE를 베어메탈 네트워크 스위치용 오픈 소스 설치 환경을 정의하는 이니셔티브로 전환했다. ONIE 설치 환경이 있는 네트워크 스위치는 데이터 센터에 네트워크 운영 체제를 선택할 수 있는 기회를 제공하여 네트워킹 하드웨어와 운영 체제를 분리한다. 큐뮬러스 리눅스 운영 체제는 모든 ONIE 준수 스위치에 설치할 수 있다.